# Aliança
Aliança là một đô thị thuộc bang Pernambuco, Brasil. Đô thị này có diện tích 273 km², dân số năm 2007 là 34264 người, mật độ 125,51 người/km².